# Ilhas Diego Ramírez

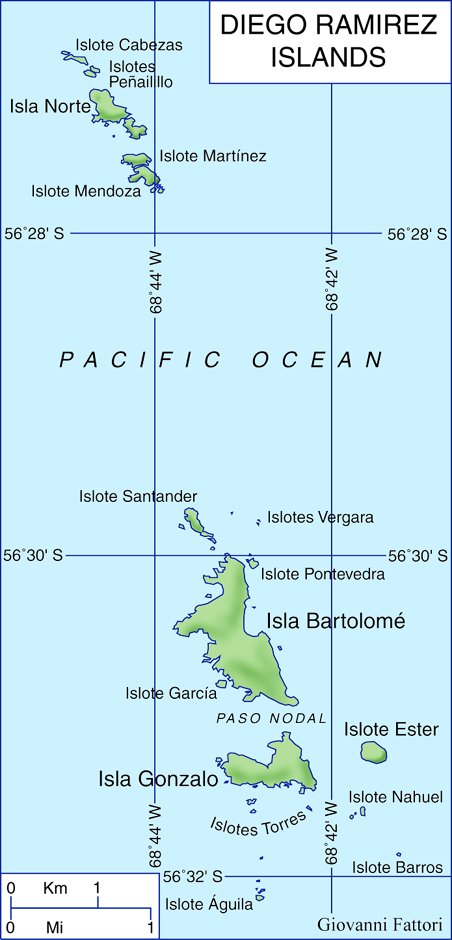
Mapa das ilhas Diego Ramírez, o o ilhéu Águila no extremo sul

As Ilhas Diego Ramírez (em castelhano:  Islas Diego Ramírez) são um pequeno grupo de ilhas subantárticas localizadas no extremo sul do Chile, cerca de 100 km a sudoeste do Cabo Horn.
Sua área é de pouco mais de 1 km quadrado. As ilhas pertencem à comuna de Cabo de Hornos, na província de Antártica Chilena e região de Magalhães e Antártica. Elas são divididas em um grupo menor, ao norte, com seis ilhotas, e um grupo maior ao sul, separadas por uma passagem de 3 km de largura. As ilhas contêm o ponto mais meridional do continente sul-americano (incluindo ilhas), um título muitas vezes erroneamente atribuído ao Cabo Horn. O ilhéu Águila é a porção de terra mais meridional do grupo e está situada a 56° 32'9 "S.

## História
Elas foram avistadas pela primeira vez em 12 de fevereiro de 1619 por Gonzalo García de Nodal e Bartolomé García de Nodal, e nomeada pelo cosmógrafo da expedição, Diego Ramírez de Arellano. As ilhas foram citadas como a massa de terra mais meridional a partir dessa época, e mantiveram tal honra por 156 anos, até à descoberta das ilhas Sandwich do Sul em 1775.
Em 1892, o governo chileno alugou as ilhas para Pedro Pablo Benavides para pescar e com a condição de que um farol, um porto e uma escola fossem construídos. Mais tarde, o aluguel foi transferido para Koenigswerther e Pasinowich.
A Marinha do Chile estabeleceu uma estação meteorológica acima de Caleta Condell, uma pequena enseada no lado nordeste da Isla Gonzalo (Ilha Gonzalo), em 1957, e a reabastece várias vezes por ano. Este é o posto avançado habitado mais ao sul fora da Antártida. O próximo posto avançado habitado mais ao sul é o farol do Cabo Horn. Navios de cruzeiro ocasionalmente passam a caminho da Antártida.

## Geografia
As ilhas ficam a cerca de 105 km (65 milhas) a oeste-sudoeste do Cabo Horn e 93 km (58 milhas) ao sul-sudeste das Ilhas Ildefonso, estendendo-se por 8 km (5 milhas) norte-sul. Eles são divididos em um grupo norte menor com seis ilhotas e um grupo sul maior, separados por uma passagem de 3 km (1,9 mi) de largura. As duas maiores ilhas, Isla Bartolomé e Isla Gonzalo, estão ambas no grupo sul. O Ilhéu Águila, a terra mais meridional do grupo, encontra-se nas coordenadas de latitude e longitude 56°32'9"S. Encontram-se a cerca de 350 km a norte do Banco Sars, um monte submarino que outrora pode ter sido uma ilha.

## Área importante para pássaros
As ilhas foram designadas como Área importante para a preservação de aves (IBA) pela BirdLife International por suas significativas populações reprodutoras de aves marinhas. Estes incluem colônias de Pinguim-macaroni e Pinguim-saltador-da-rocha, Albatroz-de-sobrancelha, Albatroz-de-cabeça-cinza  e Petrel-azul.